# Estheria latigena
Estheria latigena är en tvåvingeart som först beskrevs av Villeneuve 1911.  Estheria latigena ingår i släktet Estheria och familjen parasitflugor. Inga underarter finns listade i Catalogue of Life.